# Norrbo församling
För församlingen med detta namn i Hälsingland, se Norrbo församling, Uppsala stift.
Norrbo församling är en församling i Västerås pastorat i Domprosteriet i Västerås stift. Församlingen ligger i Västerås kommun i Västmanlands län.

## Administrativ historik
Församlingen bildades 2006 genom sammanslagning av Harakers, Romfartuna samt Skultuna församlingar.
Församlingen utgjorde därefter till 2014 ett eget pastorat. Från 2014 ingår församlingen i Västerås pastorat.

## Kyrkor
- Skultuna kyrka
- Romfartuna kyrka
- Harakers kyrka